# Autoroute pour la mort

Autoroute pour la mort (Death Car on the Freeway en version originale) est un téléfilm américain de 1979. Appartenant au genre du thriller il a pour actrice principale Shelley Hack. Le scénario n'est pas san rappeler le film Duel de Steven Spielberg et raconte l'histoire d'un conducteur, dont on ne voit jamais le visage, et surnommé "le violoneux de l'autoroute".
Le générique comprend de nombreux acteurs de télévision dont George Hamilton, Frank Gorshin, Peter Graves, Dinah Shore, Harriet Nelson, Barbara Rush et Abe Vigoda. Le metteur en scène Hal Needham apparaît dans un rôle secondaire. Le visage du conducteur n'est jamais montré et aucun des cascadeurs qui l'interprètent n'est crédité pour le rôle. Death Car on the Freeway est diffusé pour la première fois sur CBS le 25 septembre 1979 (dans al case CBS Tuesday Night Movie).

## Synopsis
Janette Clausen (Hack) est une reporter enquêtant sur une série de meurtres sur l'autoroute dont le responsable est le conducteur d'un van qui vise et tue délibérément des automobilistes femmes en détruisant leur véhicule. Clausen rassemble petit à petit les indices tout en subissant l'opposition de ceux qui l'entourent.

## Acteurs
- Shelley Hack : Jan Claussen
- Peter Graves : Lieutenant Haller
- Frank Gorshin : Ralph Chandler
- George Hamilton : Ray Jeffries
- Harriet Nelson : Mrs. Sheel
- Barbara Rush : Rosemary
- Dinah Shore : Lynn Bernheimer
- Abe Vigoda : Mr. Frisch
- Alfie Wise : Ace Durham
- Robert F. Lyons : Barry Hill
- Tara Buckman : Jane Guston
- Morgan Brittany : Becky Lyons
- Nancy Stephens : Christine
- Hal Needham : Mr. Blanchard